# Gent-Wevelgem 2021
De wielerwedstrijd Gent-Wevelgem werd in 2021 gehouden op zondag 28 maart onder de benaming Gent-Wevelgem in Flanders Fields. De wedstrijd kende zowel een mannen- als vrouweneditie. Voor beide koersen was Ieper de startplaats en Wevelgem de aankomstplaats. Vanwege de coronapandemie was publiek langs de weg niet toegelaten. Bij de mannen won Wout Van Aert uit België en bij de vrouwen won Marianne Vos uit Nederland.

## Mannen Elite
De 83e editie van deze wielerwedstrijd voor de mannen maakte deel uit van de UCI World Tour 2021. De winnaar van 2020, de Deen Mads Pedersen, werd op de erelijst opgevolgd door Wout van Aert die daarmee de 50e Belgische overwinning bewerkstelligde. De ploegen Bora-hansgrohe en Trek-Segafredo, met Pedersen op de startlijst, ontbraken deze editie vanwege coronabesmettingen in de gelederen.

### Koersverloop
Na zowat tien kilometer ontstaat een kleine kopgroep die maximaal 10 minuten voorsprong krijgt. Er is veel waaiervorming in De Moeren wat voor een chaotisch koersverloop zorgt. Nog voor de heuvelzone melden zich ook enkele favorieten vooraan: Van Aert, Matthews, Trentin … Het peloton volgt dan op bijna twee minuten.
Na de tweede passage over de Kemmelberg blijven Van Aert en zijn ploegmaat Van Hooydonck vooraan, samen met Matthews, Colbrelli, Trentin, Bennett, Nizzolo, Van Poppel en Küng. Na de heuvelzone, en bij de doortocht in Ieper, wordt het duidelijk: het peloton komt niet meer dichter.
Op weg naar Wevelgem worden Van Poppel en Bennett nog gelost. Het komt tot een spurt waarin Van Aert zich de beste toont.

### Uitslag
| Plaats  | Naam                 | Ploeg                    | Tijd     |
| ------- | -------------------- | ------------------------ | -------- |
| Winnaar | Wout van Aert        | Team Jumbo-Visma         | 5u45'11" |
| 2       | Giacomo Nizzolo      | Team Qhubeka-ASSOS       | z.t.     |
| 3       | Matteo Trentin       | UAE Team Emirates        | z.t.     |
| 4       | Sonny Colbrelli      | Bahrain-Victorious       | z.t.     |
| 5       | Michael Matthews     | Team BikeExchange        | z.t.     |
| 6       | Stefan Küng          | Groupama-FDJ             | z.t.     |
| 7       | Nathan Van Hooydonck | Team Jumbo-Visma         | + 3"     |
| 8       | Dylan van Baarle     | INEOS Grenadiers         | + 52"    |
| 9       | Anthony Turgis       | Total Direct Énergie     | + 54"    |
| 10      | Gianni Vermeersch    | Alpecin-Fenix            | + 1'25"  |
| 11      | Jérémy Lecroq        | B&B Hotels-Vital Concept | z.t.     |
| 12      | Greg Van Avermaet    | AG2R-Citroën             | z.t.     |
| 13      | Sven Erik Bystrøm    | UAE Team Emirates        | z.t.     |
| 14      | Yves Lampaert        | Deceuninck–Quick-Step    | z.t.     |
| 15      | Jack Bauer           | Team BikeExchange        | z.t.     |
| 16      | Oliver Naesen        | AG2R-Citroën             | + 1'27"  |
| 17      | Owain Doull          | INEOS Grenadiers         | + 1'52"  |
| 18      | Iván García          | Movistar Team            | + 1'56"  |
| 19      | Dries Van Gestel     | Total Direct Énergie     | + 1'57"  |
| 20      | Bert Van Lerberghe   | Deceuninck–Quick-Step    | z.t.     |

## Vrouwen Elite
De wedstrijd bij de vrouwen was de 10e editie en maakte deel uit van de UCI Women's World Tour 2021 in de categorie 1.WWT. Marianne Vos zorgde voor de vijfde Nederlandse overwinning door de sprint te winnen van een 34 rensters tellend peloton. Ze volgde daarmee de Belgische Jolien D'Hoore op de erelijst op. D'Hoore was een van vijf voormalige winnaressen op de deelnemerslijst, zijzelf werd 64e in een peloton op 4'09” van Vos waarin tweevoudig winnaar Kirsten Wild (43e) als eerste de meet passeerde. Marta Bastianelli (5e), Elizabeth Deignan-Armitstead (17e) en Floortje Mackaij (19e) eindigden in hetzelfde peloton als Vos.

### Deelnemende ploegen
| World-Tourteams | UCI-teams | UCI-teams |
| --- | --- | --- |
| Alé BTC Ljubljana Canyon-SRAM FDJ Nouvelle-Aquitaine Futuroscope Liv Racing Movistar Team Team BikeExchange Team DSM Team SD Worx Trek-Segafredo | A.R. Monex Bingoal Casino-Chevalmeire Ceratizit-WNT Doltcini-Van Eyck Sport Drops-Le Col s/b TEMPUR Lotto Soudal Ladies Multum Accountants-LSK NXTG Racing Parkhotel Valkenburg | Plantur-Pura Team Coop-Hitec Products Team Jumbo-Visma Team Rupelcleaning-Champion Lubricants Team Tibco Valcar-Travel & Service |

### Uitslag
| Plaats  | Naam              | Ploeg                              | Tijd     |
| ------- | ----------------- | ---------------------------------- | -------- |
| Winnaar | Marianne Vos      | Team Jumbo-Visma                   | 3u45'08" |
| 2       | Lotte Kopecky     | Liv Racing                         | z.t.     |
| 3       | Lisa Brennauer    | Ceratizit-WNT                      | z.t.     |
| 4       | Elisa Balsamo     | Valcar-Travel & Service            | z.t.     |
| 5       | Marta Bastianelli | Alé BTC Ljubljana                  | z.t.     |
| 6       | Emilia Fahlin     | FDJ Nouvelle-Aquitaine Futuroscope | z.t.     |
| 7       | Kristen Faulkner  | Team Tibco                         | z.t.     |
| 8       | Sarah Roy         | Team BikeExchange                  | z.t.     |
| 9       | Emma Norsgaard    | Movistar Team                      | z.t.     |
| 10      | Lauren Stephens   | Team Tibco                         | z.t.     |

1934 · 1935 · 1936 · 1937 · 1938 · 1939 · 1940 · 1941 · 1942 · 1943 · 1944 · 1945 · 1946 · 1947 · 1948 · 1949 · 1950 · 1951 · 1952 · 1953 · 1954 · 1955 · 1956 · 1957 · 1958 · 1959 · 1960 · 1961 · 1962 · 1963 · 1964 · 1965 · 1966 · 1967 · 1968 · 1969 · 1970 · 1971 · 1972 · 1973 · 1974 · 1975 · 1976 · 1977 · 1978 · 1979 · 1980 · 1981 · 1982 · 1983 · 1984 · 1985 · 1986 · 1987 · 1988 · 1989 · 1990 · 1991 · 1992 · 1993 · 1994 · 1995 · 1996 · 1997 · 1998 · 1999 · 2000 · 2001 · 2002 · 2003 · 2004 · 2005 · 2006 · 2007 · 2008 · 2009 · 2010 · 2011 · 2012 · 2013 · 2014 · 2015 · 2016 · 2017 · 2018 · 2019 · 2020 · 2021 · 2022 · 2023 · 2024
Lijst van beklimmingen
Ronde van de Verenigde Arabische Emiraten ·
Omloop Het Nieuwsblad ·
Strade Bianche ·
Parijs-Nice · 
Tirreno-Adriatico · 
Milaan-San Remo ·
Ronde van Catalonië ·
Driedaagse Brugge-De Panne ·
E3 Saxo Bank Classic ·
Gent-Wevelgem ·
Dwars door Vlaanderen ·
Ronde van Vlaanderen ·
Ronde van het Baskenland ·
Amstel Gold Race ·
Waalse Pijl ·
Luik-Bastenaken-Luik ·
Ronde van Romandië ·
Ronde van Italië ·
Critérium du Dauphiné ·
Ronde van Zwitserland ·
Ronde van Frankrijk ·
Clásica San Sebastián ·
Ronde van Polen ·
Bretagne Classic ·
Benelux Tour ·
Ronde van Spanje ·
Eschborn-Frankfurt ·
Parijs-Roubaix ·
Ronde van Lombardije
Afgelaste wedstrijden: Tour Down Under · Great Ocean Road Race · EuroEyes Cyclassics · GP van Quebec · GP van Montreal · Ronde van Guangxi
Strade Bianche ·
Trofeo Alfredo Binda-Comune di Cittiglio ·
Driedaagse Brugge-De Panne ·
Gent-Wevelgem ·
Ronde van Vlaanderen ·
Amstel Gold Race ·
Waalse Pijl ·
Luik-Bastenaken-Luik ·
Ronde van Burgos ·
La Course by Le Tour de France ·
Clásica San Sebastián ·
Ronde van Noorwegen ·
Simac Ladies Tour ·
GP de Plouay-Bretagne ·
Ceratizit Challenge by La Vuelta ·
Parijs-Roubaix ·
The Women's Tour ·
Ronde van Drenthe
Afgelaste wedstrijden: Cadel Evans Great Ocean Road Race · RideLondon Classic · Postnord Vårgårda WestSweden · Ronde van Chongming · Ronde van Guangxi